# قرية مرحبا
قرية مرحبا تشكل الحي الشمالي الغربي من مدينة دير أبي سعيد التابعة إداريا لمحافظة إربد الأردن. يقطنها ما يقارب ثلاثة آلاف نسمة، وتحاط القرية بأشجار الزيتون وتشتهر في زراعة الرمان والزيتون والتين والحمضيات والبقوليات مثل الحمص والعدس والباميا والبصل. تتميز هذه القرية بطبيعتها الجميلة وتنبت فيها أزهار طبيعية وخاصة زهرة النرجس والسوسنة السوداء والدحنون، كما ينبع منها العديد من الينابيع أشهرها وادي زقلاب ويصب في سد زقلاب المعروف بسد شرحبيل بن حسنة والذي شيد عام 1964. عرفت قديما باسم عفرا أم الذهب وهي قرية رومانية.